# 12月14日 (旧暦)
旧暦12月14日（きゅうれきじゅうにがつじゅうよっか）は、旧暦12月の14日目である。六曜は先勝である。

## できごと
- 安康天皇元年（ユリウス暦454年1月28日） - 20代・安康天皇が即位
- 承安元年（ユリウス暦1172年1月11日） - 平清盛の子・徳子（後の建礼門院）が後白河法皇の養女として入内。
- 徳治元年（ユリウス暦1307年1月18日） - 天変により嘉元から徳治に改元
- 元禄15年（グレゴリオ暦1703年1月30日） - 大石良雄ら赤穂浪士が吉良義央邸に討ち入り。主君浅野長矩の仇を討つ（仇討ちは翌日未明）。

## 誕生日
- 仲哀天皇9年（ユリウス暦201年1月5日） - 応神天皇、15代天皇（+ 310年）
- 宝暦3年（グレゴリオ暦1754年1月7日） - 石川雅望（宿屋飯盛）、国学者（+ 1830年）
- 安政5年（グレゴリオ暦1859年1月17日） - 小金井良精、解剖学者・人類学者（+ 1944年）